# Nekrolog 1310
Nekrolog
◄◄
| ◄
| 1306
| 1307
| 1308
| 1309
| 1310 | 1311 | 1312 | 1313 | 1314 | ► | ►►
Weitere Ereignisse | Allgemeiner Nekrolog 1310
Die Beschreibung der verstorbenen Person sollte so kurz wie möglich gehalten sein und nur deren signifikante Tätigkeit(en) enthalten.
Neue Namen ggf. auch unter dem Geburts- und Sterbedatum, also etwa unter 1. Januar und im Geburts- und Sterbejahr (2024) eintragen (nur bei entsprechender großer Wichtigkeit). Für Beispiele siehe die schon vorhandenen Artikel.
Außerdem über die fünf zuletzt Verstorbenen, zu denen es einen ausreichend guten Artikel für eine Präsentation auf der Hauptseite gibt, nach der todesbedingten Überarbeitung der Artikel ggf. auch unter Wikipedia Diskussion:Hauptseite informieren und sie am besten auch in den anderen Wikipedia-Sprachversionen eintragen. Tipp: Regelmäßig bei news.google.de nach „ist tot“, „gestorben“ oder „verstorben“ suchen.
Wenn eine Person gestorben ist, gibt es viele Seiten zu dieser Person in der Wikipedia, die davon auch betroffen sind und entsprechend aktualisiert werden müssen. Beispiele: Namenübersichtsseite, Geburtsjahr, Geburtsort-Seiten und viele mehr.
Wie finde ich die betroffenen Seiten?
Im Suchfeld auf der linken Seite gibt man den Suchbegriff so ein: „Vorname Nachname“. Dann klickt man auf Volltext und alle Seiten mit entsprechendem Suchtext werden aufgerufen. Hier sieht man dann schnell, wo auch das Todesjahr Sinn macht oder sogar ein Teil des Artikels angepasst werden muss. Auch hilft das „Werkzeug“ auf der linken Seite sehr gut, um solche Seiten aufzufinden: „Links auf diese Seite“. Somit ist die Wikipedia wieder aktuell in allen Bereichen! Hinweis: bei Eintragung der Kategorie „Gestorben JAHR“ wird der Missbrauchsfilter 49 ausgelöst, was jedoch nicht schlimm ist. Siehe: Spezial:Missbrauchsfilter/49
Dies ist eine Liste von im Jahr 1310 verstorbenen bekannten Persönlichkeiten. Die Einträge erfolgen innerhalb der einzelnen Daten alphabetisch sortiert. Tiere sind im Nekrolog für Tiere zu finden.

## Januar
| Tag       | Name            | Beruf, bekannt als      | Alter | Beleg |
| --------- | --------------- | ----------------------- | ----- | ----- |
| 4. Januar | Oringa Menabuoi | Selige, Ordensgründerin |       |       |

## Februar
| Tag         | Name              | Beruf, bekannt als                                                          | Alter | Beleg |
| ----------- | ----------------- | --------------------------------------------------------------------------- | ----- | ----- |
| 17. Februar | Alexis Falconieri | katholischer Mönch und einer der Sieben heiligen Gründer des Servitenordens |       |       |

## April
| Tag      | Name      | Beruf, bekannt als                                    | Alter | Beleg |
| -------- | --------- | ----------------------------------------------------- | ----- | ----- |
| 8. April | Johann I. | Edelherr von Bilstein und Landmarschall von Westfalen |       |       |

## Mai
| Tag     | Name                       | Beruf, bekannt als                                       | Alter | Beleg |
| ------- | -------------------------- | -------------------------------------------------------- | ----- | ----- |
| 5. Mai  | Siegfried II. von Querfurt | Bischof von Hildesheim (1279–1310)                       |       |       |
| 22. Mai | Humilitas                  | italienische Ordensfrau, Heilige der katholischen Kirche | 84    |       |
| 25. Mai | Otto III.                  | Graf von Görz und Tirol sowie Herzog von Kärnten         |       |       |

## Juni
| Tag      | Name               | Beruf, bekannt als                                  | Alter | Beleg |
| -------- | ------------------ | --------------------------------------------------- | ----- | ----- |
| 1. Juni  | Marguerite Porete  | französische theologische Schriftstellerin          |       |       |
| 5. Juni  | Amalrich von Tyrus | letzter Konstabler von Jerusalem, Regent von Zypern |       |       |
| 26. Juni | Raymond de Goth    | Kardinal                                            |       |       |

## Juli
| Tag      | Name                                | Beruf, bekannt als                                                     | Alter | Beleg |
| -------- | ----------------------------------- | ---------------------------------------------------------------------- | ----- | ----- |
| 4. Juli  | Heinrich I. von Rosenberg           | böhmischer Adeliger aus dem Geschlecht der Rosenberger, Oberstkämmerer |       |       |
| 29. Juli | Almaric St Amand, 1. Baron St Amand | englischer Adliger, Militär und Diplomat                               | 41    |       |

## September
| Tag           | Name                    | Beruf, bekannt als                                                  | Alter | Beleg |
| ------------- | ----------------------- | ------------------------------------------------------------------- | ----- | ----- |
| 9. September  | Heinrich von Besmedin   | Herr von Besmedin                                                   |       |       |
| 17. September | Bernhard III. von Wölpe | Erzbischof von Magdeburg                                            |       |       |
| 18. September | Isarnus von Fontiano    | Erzbischof von Riga, Erzbischof von Lund und Erzbischof von Salerno |       |       |

## Oktober
| Tag         | Name                | Beruf, bekannt als                       | Alter | Beleg |
| ----------- | ------------------- | ---------------------------------------- | ----- | ----- |
| 1. Oktober  | Beatrix von Burgund | Herrin von Bourbon, Gräfin von Charolais |       |       |
| 29. Oktober | Otto                | Graf von Kleve (1305–1310)               |       |       |

## Dezember
| Tag          | Name            | Beruf, bekannt als                                      | Alter | Beleg |
| ------------ | --------------- | ------------------------------------------------------- | ----- | ----- |
| 10. Dezember | Stephan I.      | Herzog von Niederbayern (1290–1310)                     | 39    |       |
| 20. Dezember | Pedro Rodríguez | Kardinal der katholischen Kirche und Bischof von Burgos |       |       |

## Datum unbekannt
| Tag | Name                                 | Beruf, bekannt als                                                           | Alter | Beleg |
| --- | ------------------------------------ | ---------------------------------------------------------------------------- | ----- | ----- |
|     | Salomo Adret                         | spanischer Rabbiner                                                          |       |       |
|     | Athanasios I.                        | Patriarch von Konstantinopel, Heiliger der griechisch-orthodoxen Kirche      |       |       |
|     | Baibars II.                          | Sultan der Mamluken in Ägypten                                               |       |       |
|     | Albert von Bardewik                  | Lübecker Bürgermeister                                                       |       |       |
|     | Burchard von Schwanden               | Hochmeister des Deutschen Ordens                                             |       |       |
|     | John de Clinton, 1. Baron Clinton    | englischer Adliger                                                           |       |       |
|     | Enguerrand IV. de Coucy              | Herr von Coucy, Marle, La Fére, Crèvecœur und Montmirail, Vizegraf von Meaux |       |       |
|     | Raymund Gaufredi                     | Generalminister der Franziskaner                                             |       |       |
|     | Georgios Pachymeres                  | byzantinischer Autor                                                         |       |       |
|     | William de Leyburn, 1. Baron Leyburn | englischer Adliger und Militär                                               |       |       |
|     | Abū l-Barakāt an-Nasafī              | hanafitischer Rechtsgelehrter und Theologe                                   |       |       |